# راه شیری
راهِ شیری کهکشانی است که منظومه شمسی در آن قرار دارد. این کهکشان در آسمانی صاف و تاریک و به دور از آلودگی نوری، به صورت نوار شیری رنگی در پهنهٔ آسمان دیده می‌شود. این نوار در واقع از میلیاردها ستاره تشکیل شده‌است که چشم (غیرمسلح) قادر به تفکیک آن‌ها نیست. به احتمال زیاد راه شیری کهکشانی از نوع مارپیچی است. کرهٔ زمین به عنوان عضوی از منظومهٔ شمسی، در یکی از بازوهای مارپیچی آن قرار دارد.
کهکشان راه شیری یک کهکشان مارپیچی میله ای با قطر ایزوفتال ۱،۱ ± ۲۶،۸ کیلوپارسک (۸۷۴۰۰ ± ۳۶۰۰ سال نوری) تخمین زده شده است. شبیه‌سازی‌های اخیر نشان می‌دهد که یک ناحیه ماده تاریک، همچنین حاوی برخی از ستاره‌های مرئی، ممکن است تا قطر تقریباً ۲ میلیون سال نوری (۶۱۳ کیلو پارسک) گسترش یابد. کهکشان راه شیری دارای چندین کهکشان اقماری است و بخشی از گروه محلی کهکشان‌ها است که بخشی از  ابرخوشه سنبله را تشکیل می‌دهند که خود جزئی از ابرخوشه لانیاکیا است.
تخمین زده می شود کهکشان راه شیری بین ۱۰۰ تا ۴۰۰ میلیارد ستاره داشته باشد. منظومه شمسی در فاصله حدودی ۲۷۰۰۰ سال نوری (۸،۳ کیلو پارسک) از مرکز کهکشانی قرار دارد،در لبه داخلی بازوی شکارچی، یک بازوهای مارپیچی و کوچک، قرار دارد. در مرکز کهکشانی، منبع رادیویی شدیدِ کمان ای*، سیاهچاله کلان جرمی با ۴.۱۰۰ (± ۰.۰۳۴) میلیون جرم خورشیدی، قرار دارد و با گرانش قوی خود ستارگان، منظومه ها، سیارات و دیگر اجرام آسمانی را به دور خود به چرخش در آورده و با کمک ماده و انرژی تاریک، کهکشان را پدید آورده. قدیمی ترین ستارگان کهکشان راه شیری قدمتی به اندازه سن جهان دارد؛ در نتیجه این کهکشان در مدت زمان کوتاهی بعد از مه بانگ تشکیل گردیده.

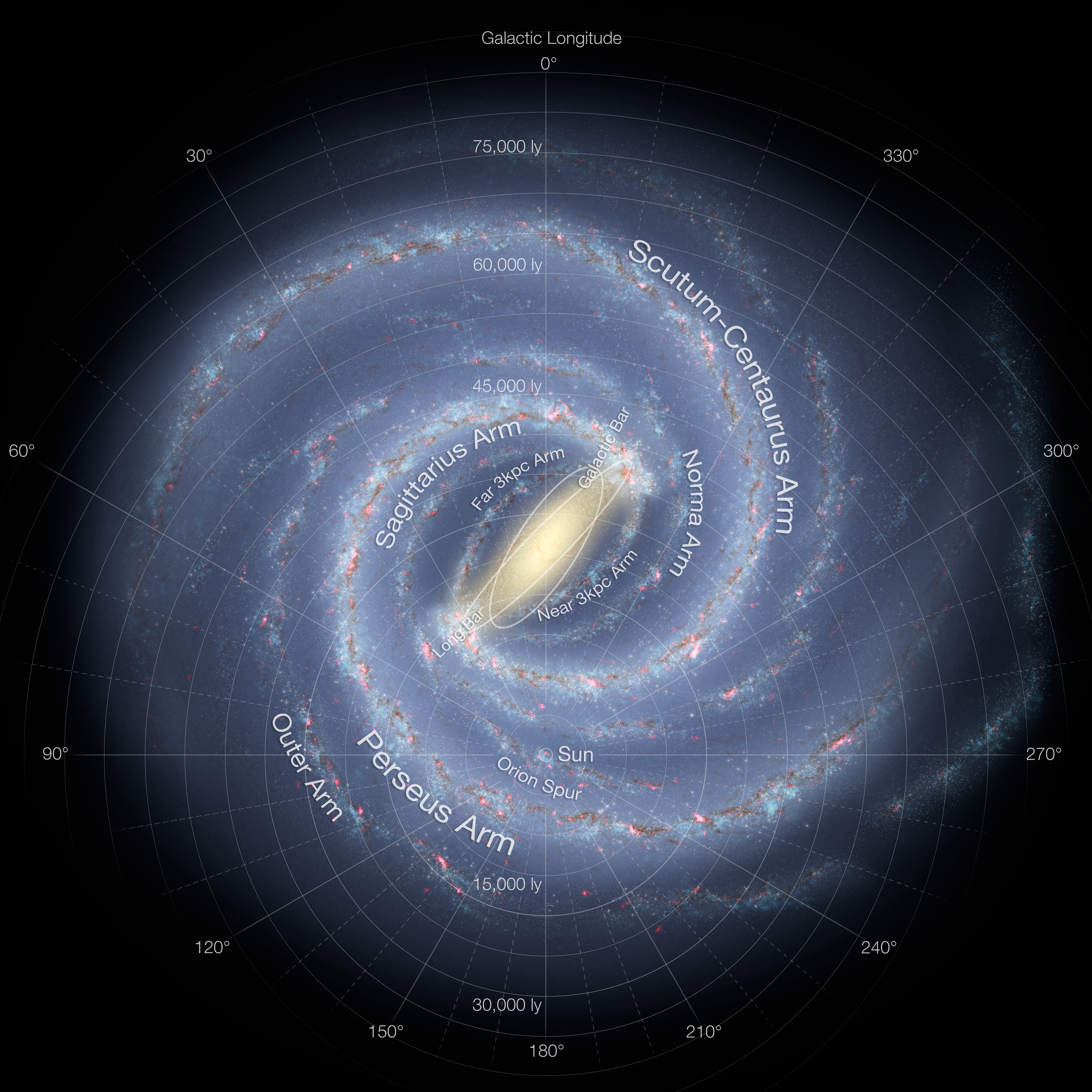
تصویری از بازوهای کهکشان راه شیری

## نام‌شناسی
این نام اصطلاح لاتینِ via lactea است که دلیل این نام‌گذاری، دیده شدنِ نوارهٔ کم‌رنگی از نورِ تشکیل شده، به‌وسیلهٔ ستاره‌های وابسته به کهکشان است که از زمین به این‌گونه دیده می‌شود. برخی منابع به‌طور قاطع گفته‌اند که عبارتِ راه شیری منحصراً اشاره به نواره نوری دارد که خودِ کهکشان در شب تولید می‌کند، در حالی که نامِ کهکشانِ راه شیری باید برای اشاره به خودِ کهکشان هم به‌کار رود. با این حال، معلوم نیست گستردگی این قرار داد چگونه است، و عبارت راه شیری به‌طور مداوم در هر دو مفهوم استفاده می‌شود.
در ادبیات فارسی با نام راه کاهکشان معروف است. چون مانند این است که کاه در پهنای آسمان کشیده شده‌است.

## نمای ظاهری

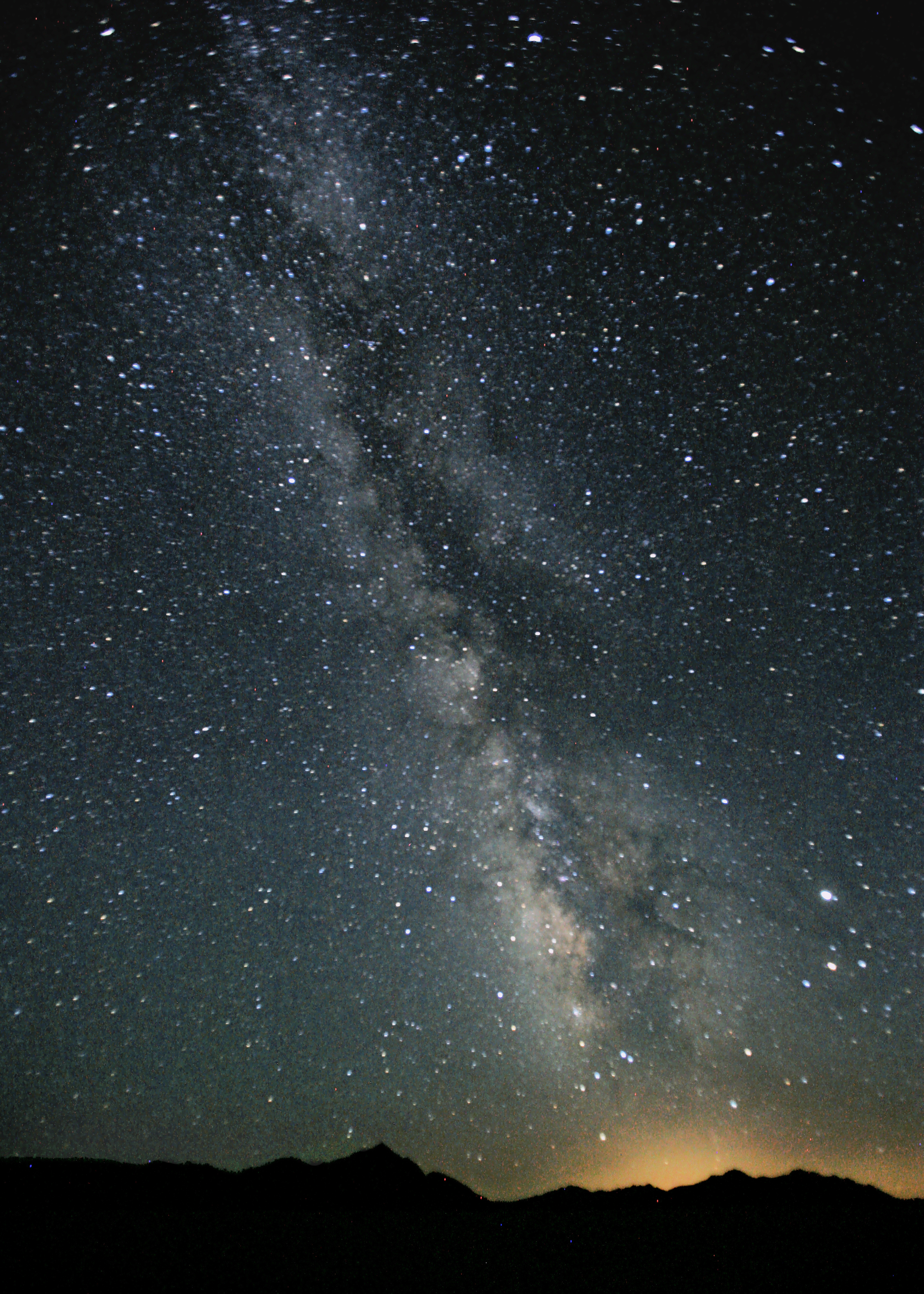
بخشی از کهکشان راه شیری در بیابانی بدون آلودگی نوری در نوادا. بخش پرنورتر، مرکز کهکشان را که در صورت فلکی کمان واقع شده نشان می‌دهد.

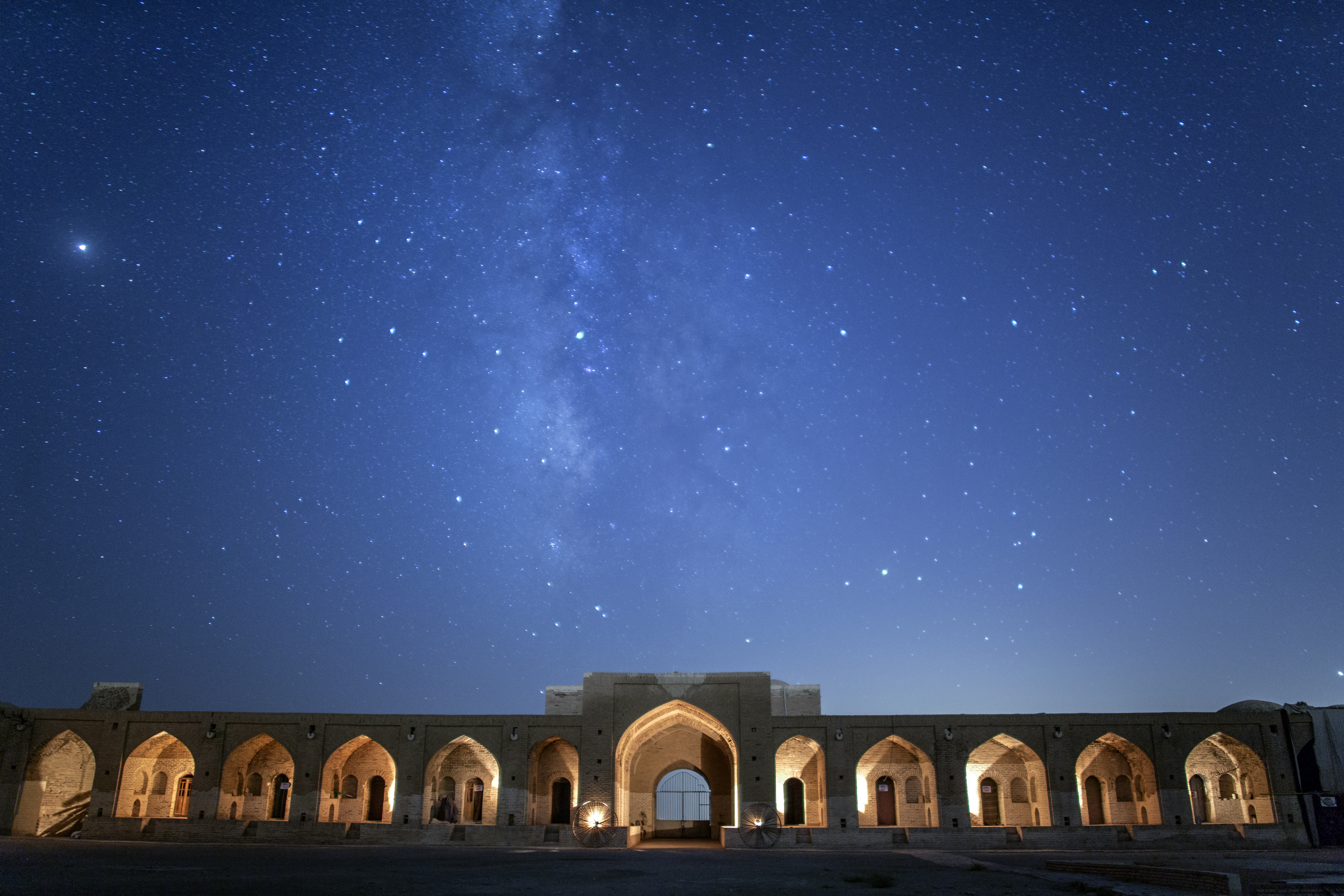
خط کهکشان راه شیری از کاروانسرای دیر گچین

کهکشان راه شیری، شب‌ها در آسمانی کاملاً تاریک (به دور از نور ماه و آلودگی نوری) به صورت نوار سفید کم رنگی در آسمان دیده می‌شود. پهنای این نوار تقریباً ۳۰ درجه است.
راه شیری کهکشانی مارپیچی میله‌ای است. شکل کلی کهکشان‌های مارپیچی را می‌توان به یک دیسک یا قرص تشبیه کرد. بخش اصلی اجزای تشکیل دهندهٔ کهکشان (ستاره‌ها، گاز و غبار) در قالب بازوهای مارپیچی در سطح تخت این دیسک قرار دارند. ستارگان کمتری نیز به صورت هاله‌ای اطراف دیسک را دربر گرفته‌اند.
این ساختار مارپیچی تنها در صورتی قابل مشاهده است که بیننده‌ای در خارج کهکشان از روبه‌رو به آن نگاه کند. ما به عنوان بیننده‌ای که از داخل صفحهٔ کهکشان به آن می‌نگریم، اجزای واقع در صفحهٔ کهکشان را به صورت نوار دایره‌ای شکل متراکمی از ستارگان، دورتادور خود می‌بینیم. این همان راه شیری است که شب‌ها در آسمان می‌بینیم. اجزای واقع در هالهٔ کهکشان را نیز که تراکم کمتری دارند، به صورت ستارگانی مجزا در سایر قسمت‌های آسمان مشاهده می‌کنیم.
به این ترتیب، علاوه بر نوار شیری‌رنگ مورد اشاره، تمام ستارگان دیگری نیز که با چشم غیرمسلح در آسمان می‌بینیم، متعلق به کهکشان راه شیری هستند و این نوار نورانی تنها نشانگر آن دسته از ستارگان راه شیری است که در راستای صفحهٔ کهکشان قرار گرفته‌اند. بخش‌هایی از راه کهکشان که تاریک به نظر می‌رسند، به علت وجود گاز و غبار میان ستاره‌ای است که مانع از رسیدن نور ستارگان زمینه به چشم ما می‌شود.
درخشندگی سطحی کهکشان راه شیری کم است و تنها در آسمانی با حد قدر ۵٫۱ یا بیشتر قابل رویت است. به این ترتیب در مناطق شهری و حومه که آلودگی نوری قابل توجهی وجود دارد و همچنین در شب‌هایی که ماه در آسمان نورافشانی می‌کند، دیدن آن ممکن نیست.
بخش قابل رویت صفحه کهکشان راه شیری، گستره‌ای شامل ۳۰ صورت فلکی را در آسمان اشغال کرده‌است. مرکز کهکشان در صورت فلکی کمان قرار دارد که از سایر بخش‌ها پرنورتر است.
صفحهٔ کهکشان با دائرةالبروج یا همان صفحهٔ مداری زمین (صفحهٔ منظومهٔ شمسی) تقریباً زاویه‌ای ۶۰ درجه می‌سازد.

تصویری سراسرنمای از کهکشان راه شیری که با استفاده از لنز واید گرفته شده‌است و به همین دلیل، نوار راه شیری به صورت کمان دیده می‌شود.

## اندازه و جرم

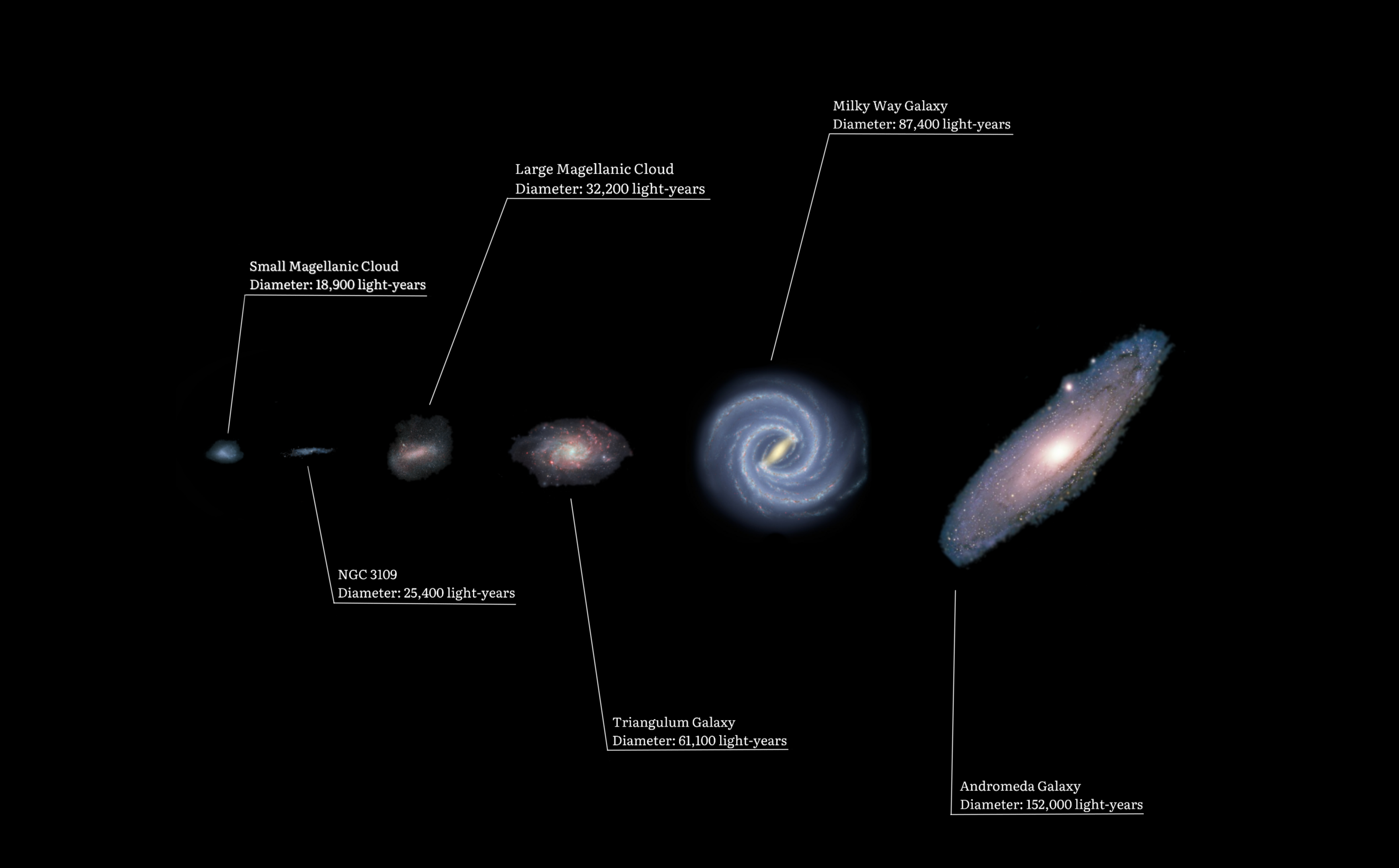
شماتیکی از ۶ کهکشان بزرگ گروه محلی در کنار یکدیگر. از راست به چپ: کهکشان آندرومدا (قطر ۱۵۲۰۰۰ سال نوری)، راه شیری (کهکشان ما)(۸۷۴۰۰ سال نوری)، کهکشان مثلث یا مسیه ۳۳ (۶۱۱۰۰ سال نوری)، ابر ماژلانی بزرگ (۳۲۲۰۰ سال نوری)، ان جی سی ۳۱۰۹ (۲۵۴۰۰ سال نوری) و ابر ماژلانی کوچک (۱۸۹۰۰ سال نوری)

راه شیری بعد از کهکشان آندرومدا بزرگ‌ترین کهکشان در گروه محلی است. قطر صفحهٔ کهکشان راه شیری حدود ۱۰۰ هزار سال نوری یا ۳۰٬۰۰۰ پارسک است (تقریباً ۱۰۱۷ کیلومتر). ضخامت این صفحه در بیشتر نقاط حدود ۱٬۰۰۰ سال نوری است ولی در مرکز آن به ۱۲٬۰۰۰ سال نوری می‌رسد. ۹۰٪ از جرم کهکشان راه شیری، ماده تاریک است که برای تلسکوپ‌ها قابل مشاهده نیست و هیچ‌گونه تابش الکترومغناطیسی جذب و دفع نمی‌کند.
تعداد ستارگان کهکشان راه شیری بین ۱۰۰ تا ۴۰۰ میلیارد تخمین زده می‌شود. شمردن همه ستاره‌های یک کهکشان غیرممکن است. حتی در کهکشانی مانند اندرومدا که همسایهٔ نزدیک راه شیری است، تنها تعداد کمی از ستارگان بسیار پرنور را می‌توان با تلسکوپ تشخیص داد. دانشمندان با روش‌هایی مانند بررسی حرکت چرخشی کهکشان‌ها و همچنین طیف‌سنجی، جرم یک کهکشان را محاسبه می‌کنند. سپس بر اساس آن، تعداد ستارگان کهکشان را تخمین می‌زنند.
اندازه‌گیری‌های اخیر توسط (VLBA) نشان داده است که کهکشان راه شیری بسیار حجیم‌تر از آن است که پیش‌تر تصور می‌شد. جرم کهکشان ما در حال حاضر مشابه با جرم بزرگ‌ترین کهکشان همسایه، آندرومدا، در نظر گرفته می‌شود. محققان با استفاده از (VLBA) و با استفاده از فرضیات کمتری نسبت به تلاش قبلی، قادر به اندازه‌گیری تغییرات ظاهری کهکشان و مناطق پرت و دور افتاده‌ای که ستاره‌ها در آنجا شکل می‌گیرند، هستند. البته در زمانی که زمین در سمت مخالف خورشید باشد. جدیدترین و دقیق‌ترین سرعتی که برای چرخش کهکشان در نظر گرفته می‌شود، در حدود ۲۵۴ کیلومتر بر ثانیه است، و این به میزان قابل توجهی بیشتر از مقدار قبلی یعنی ۲۲۰ کیلومتر بر ثانیه است. با توجه به روش مورد استفاده و داده‌های گوناگون موجود مقادیر مختلفی برای جرم کهکشان راه شیری تخمین زده‌اند.
در تحقیق صورت گرفته در سال ۲۰۱۳ جرم این کهکشان را از حدود ۱٫۵ تریلیون برابر تا ۴٫۵ تریلیون برابر جرم خورشید تخمین زده‌اند.

## سن
سن قدیمی‌ترین ستاره‌ای که تاکنون در کهکشان کشف شده (اچ‌ای ۱۵۲۳–۰۹۰۱) در حدود ۱۳٫۶ میلیارد سال تخمین زده شده‌است، (تقریباً به قدمت جهان) که با استفاده از اشعهٔ ماورای بنفش طیف‌سنج بزرگ برای اندازه‌گیری حجم برلیم دو ستارهٔ خوشه دی کروی تخمین زده شده‌است. زمان سپری شده بین ظهور نخستین نسل ستاره در کهکشان راه شیری و نخستین نسل ستاره در خوشه بین ۲۰۰ تا ۳۰۰ میلیون سال استنباط شده‌است. با در نظر گرفتن اینکه سن تخمین زده شده برای ستاره‌ها در خوشهٔ کروی ۸/۰±۴/۱۳ میلیارد سال است، سن قدیمی‌ترین ستاره‌ها در راه شیری در حدود ۸٫۰±۶٫۱۳ میلیارد سال تخمین زده می‌شود. صفحهٔ نازک کهکشانی نیز بین ۵٫۶ تا ۱۰٫۱ میلیارد سال پیش شکل گرفته‌است.

## ساختار
کهکشان متشکل از یک صفحهٔ نواری شکل است که توسط صفحه‌ای از گاز، غبار و چهار بازوی ستاره شکل احاطه شده که ساختار مارپیچی به سمت بیرون دارند. توزیع جرم کهکشان بسیار شبیه طبقه‌بندی Sbc Hubble است، که یک کهکشان مارپیچی است. ستاره‌شناسان در سال ۱۹۹۰ به مدت یک دهه گمان می‌کردند که راه شیری یک کهکشان مارپیچی محدود است، به جای اینکه یک کهکشان مارپیچی معمولی باشد، در سال ۲۰۰۵ با مشاهدات تلسکوپ اسپیتزر که نشان داد نوار مرکزی کهکشان بزرگ‌تر از آن است که پیش‌تر تصور می‌شد، شک آن‌ها برطرف شد.
به نظر می‌رسد که جرم کهکشان راه شیری در حدود ۱۰۱۱× ۸٫۵ برابر جرم خورشید است و شامل ۲۰۰ تا۴۰۰ بیلیون ستاره است. تصور می‌شود که بیشتر جرم کهکشان مربوط به مواد تاریک است، جرم مادهٔ تاریک هاله مانند ۶۰۰ تا ۳٬۰۰۰ برابر جرم خورشید است که به‌طور یکنواخت توزیع شده‌است.

### مرکز
در فاصلهٔ بین ۷۰ تا ۱۰۰ هزار سال نوری از خورشید مرکز کهکشان وجود دارد که یک سیاه‌چاله کلان‌جرم و خوشه‌های ستاره‌ای کروی زیادی وجود دارد.

ساختار بازوهای مارپیچی کهکشان راه شیری که ستارهٔ خورشید در شکل مشخص می‌باشد

صفحهٔ کهکشانی که برآمدگی ای به سمت بیرون دارد، دارای قطری در حدود ۷۰٬۰۰۰ تا ۱۰۰٬۰۰۰ سال نوری است. فاصلهٔ صفحهٔ کهکشانی تا خورشید ۱٬۴۰۰±۲۶٬۰۰۰ سال نوری تخمین زده شده، در حالی که تخمین قبلی خورشید را دورتر ۳۵٬۰۰۰ سال نوری از مرکز برآمدگی قرار می‌داد.
مرکز کهکشانی یک جسم بزرگ به هم پیوسته است که به نظر می‌رسد بقیه مواد به دور آن می‌چرخند. یک منبع رادیویی قوی با نام کماندار به این فکر افتاده است که از مرکز کهکشان راه شیری عکس‌برداری کند، که اخیراً تأیید شده که دارای یک سیاه چالهٔ بسیار حجیم در مرکز آن است. تصور می‌شود که بیشتر کهکشان‌ها دارای یک سیاه چالهٔ بسیار بزرگ در مرکزشان هستند.
نوار کهکشان راه شیری که به نظر می‌رسد ۲۷٬۰۰۰ سال نوری درازا دارد، به سمت مرکز کهکشان ادامه پیدا می‌کند با زاویه‌ای حدود ۱۰±۴۴ درجه نسبت به خط بین خورشید و کهکشان؛ که در درجهٔ اول از ستاره‌های سرخ تشکیل شده، و این یک باور باستانی است. این نوار توسط حلقه‌ای احاطه شده که به حلقهٔ kpc-۵ معروف است، که شامل بخش بزرگی از هیدروژن مولکولی حاضر در کهکشان است. همچنین بیشتر ستاره‌های راه شیری ستاره‌های فعالی هستند، که از کهکشان همسایه، آندرومدا، دیده می‌شوند؛ که این امر بیانگر قابلیت بالای کهکشان ما است.

### بازوهای مارپیچ

تصویر شماتیک از بازوهای کهکشان راه شیری

هر بازوی چرخشی توصیف یک لگاریتم است، با انحرافی در حدود ۱۲ درجه. تا همین اواخر باور بر این بود که ۴ بازوی مارپیچی بزرگ وجود دارد که همه از نزدیکی مرکز کهکشان شروع می‌شوند، که اسامی آن‌ها از قرار زیر است:
کله غازی: ۳-kpc و بازوی برساووش.
بنفش:بازوی گونیا خارجی (بلند به همراه محتویات تازه کشف شده)
سبز:بازوی سپر-چلیپا
صورتی :شاه تخته و بازوی کمان.
نارنجی:شکارچی و بازوی ماکیان (که شامل خورشید و منظومهٔ شمسی است)
مشاهدات رابرت بنیامین در سال ۲۰۰۸ از دانشگاه ویسکانسین- وایت واتر اریه شد که نشان می‌داد که راه شیری تنها دارای دو بازوی بزرگ ستاره‌ای است: بازوی برساووش و بازوی سپر-قنطورس، بقیه بازوها یا کوچک هستند یا الحاقی؛ و این به این معناست که کهکشان راه شیری از نظر ظاهر شبیه NGC ۱۳۶۵ است.
خارج از بازوهای بزرگ چرخشی حلقهٔ تکشاخ یا حلقهٔ بیرونی قرار دارد، پیشنهادی توسط دو ستاره‌شناس با نام‌های برایان یانی و هیدی جو نیوبرگ اریه شده مبنی بر اینکه حلقهٔ گاز و ستاره را بیلیون‌ها سال پیش از کهکشان جدا شده.
همان‌طور که برای بیشتر کهکشان‌ها مرسوم است، توزیع جرم در کهکشان راه شیری به گونه‌ای است که سرعت مداری بیشتر ستاره‌ها بستگی چندانی به فاصله از مرکز ندارد. به دور از برآمدگی مرکزی یا لبهٔ بیرونی، سرعت رایج ستاره‌ای بین ۲۱۰ تا۲۴۰ کیلومتر بر ثانیه‌است. از این رو سرعت مداری ستاره مستقیماً متناسب است با طول مسیری که می‌پیماید. این برخلاف وضعیت در داخل منظومهٔ شمسی است، که نیروی جاذبهٔ دو جسم و اجسامی که می‌چرخند دارای سرعت‌های متفاوت ولی مرتبط هستند.
این تفاوت یکی از شواهد دال بر وجود جسم سیاه است. یکی دیگر از جنبه‌های جالب اصطلاح «باد کردن» بازوهای مارپیچی است. اگر قسمت داخلی بازوها سریعتر از قسمت خارجی بچرخد ساختار مارپیچی بازوها از بین خواهد رفت. اما چنین چیزی در کهکشان‌های مارپیچی دیده نشده، به جای آن، ستاره‌شناسان فرض می‌کنند که الگوی چرخشی یک موج چگال است که از مرکز کهکشان نشات می‌گیرد؛ و این شبیه ترافیک در بزرگراه هاست که ماشین‌ها همه در حال حرکت هستند، اما همیشه قسمتی وجود دارد که در آن ماشین‌ها آهسته حرکت می‌کنند. این مدل تصدیق این واقعیت است که تراکم ستاره‌ها در داخل یا نزدیک بازوهای چرخشی بیشتر است.

### هاله

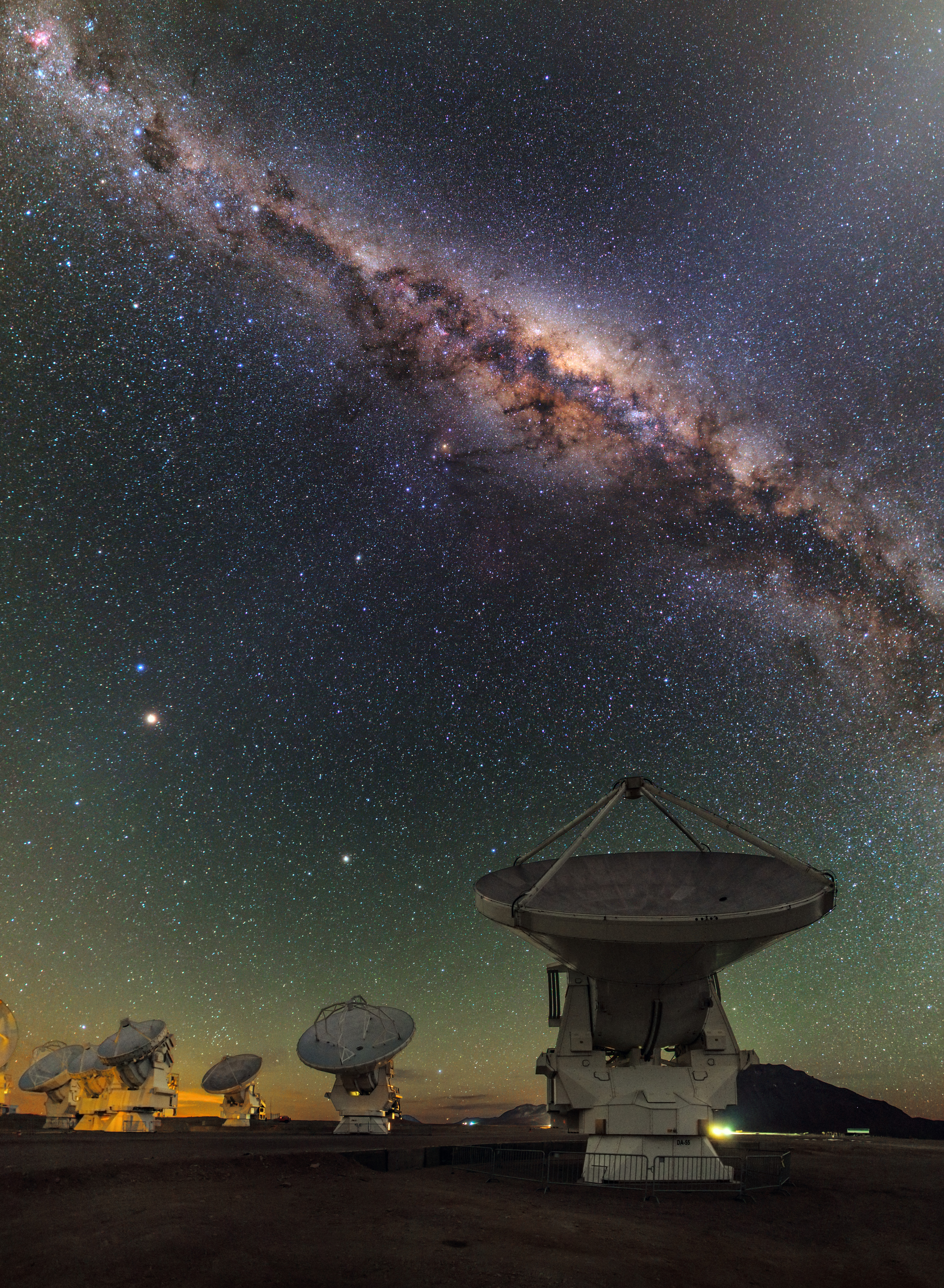
نمای چندین آنتن آلما (ALMA) و مناطق مرکزی کهکشان راه شیری

صفحهٔ کهکشانی احاطه شده توسط هاله‌ای کروی از ستاره‌های قدیمی و خوشه‌های کروی، که ۹۰ درصد آن‌ها در فاصلهٔ ۱۰۰۰۰۰ سال نوری قرار گرفته‌اند. فرض بر این است که قطر هالهٔ ستاره‌ای در حدود ۲۰۰۰۰۰ سال نوری است. با این حال تعداد بسیار کمی خوشهٔ کروی در فواصل دورتر پیدا شده‌است، مانندPLA۴ و AM۱ که در فاصله‌ای دورتر از ۲۰۰۰۰۰ سال نوری از مرکز کهکشان قرار دارند. در حدود ۴۰ درصد این خوشه‌ها حرکتی برگشت دهنده دارند، یعنی حرکت آن‌ها خلاف جهت چرخش راه شیری است.
صفحهٔ گازی در برخی طول موج‌ها کدر به نظر می‌رسد، در حالی که مؤلفهٔ کروی اینطور نیست. شکل‌گیری و چیدمان ستاره‌های فعال در این صفحه انجام می‌گیرد، نه در هاله. خوشه‌های باز نیز عمدتاً در این صفحه رخ می‌دهند.
اکتشافات اخیر بر دانش ما نسبت به ساختار منظومهٔ شمسی افزوده‌است. با این کشف که صفحهٔ کهکشانی کهکشان آندرومدا بسیار بزرگتر از آن است که قبلاً تصور می‌شد، این احتمال که صفحهٔ کهکشانی راه شیری گسترش بیشتری داشته باشد قوی تر می‌شود؛ و این گواه بر کشف جدید، بازوی صلیب شمالی است. با کشف کماندار کهکشان بیضوی کوتوله کشف شد. نوار کهکشانی باقی‌مانده به عنوان اجرام چرخنده‌ای که مربوط به کوتوله‌است و برهم کنش آن با راه شیری باعث از بین رفتن آن می‌شود. مشابهاً با کشف کهکشان کوتولهٔ سگ بزرگ، این امر نمایان شد که حلقهٔ باقیماندهٔ کهکشان که از برهم کنش با راه شیری به‌وجود آمده، صفحهٔ کهکشانی را محصور می‌کند.
در ۹ ژانویهٔ سال ۲۰۰۶ ماریو جوریس و عده‌ای دیگر، از دانشگاه پرینستون اعلام کردند که شبیه‌ساز آسمان شمالی یک ساختار بزرگ خنثی در داخل منظومه شمسی پیدا کرده که با مدل قبلی سازگاری ندارد. مجموعه‌ای از ستاره‌ها بالا می‌روند و نزدیک می‌شوند به خط عمود بر بازوهای مارپیچی کهکشان. تفسیر پیشنهادی اینست که کوتولهٔ کهکشان به احتمال زیاد با راه شیری ادغام می‌شوداین کهکشان به‌طور آزمایشی به دوشیزهٔ ستارگان روان نام گرفت که در جهت خود دوشیزه است با فاصله‌ای در حدود ۳۰۰۰۰ سال نوری.

### مکان خورشید و همسایگی آن
خورشید ممکن است در نزدیکی لبهٔ داخلی بازوی شکارچی کهکشان، در پف کردگی محلی در داخل حباب، و در کمربند گولد در فاصلهٔ ۱۱۰۰±۲۷۲۰۰ سال نوری از مرکز یافت شود. خورشید در حال حاضر در ۳۰–۵پارسک از صفحهٔ مرکزی کهکشان قرار دارد. فاصلهٔ بین بازوی محلی و بازوی بعد، بازوی برساووش، در حدود ۶۵۰۰ سال نوری است. خورشید و متعاقباً منظومهٔ شمسی در منطقهٔ قابل سکونت کهکشان یافت می‌شوند.
در حدود ۲۰۸ ستاره با درخشندگی بیشتر از ۵/۸در ۱۵ پارسکی خورشید قرار دارند. به عبارت دیگر ۶۴ ستاره ناشناخته در ۵ پارسکی خورشید قرار دارد. چگالی ای در حدود ۱۲۲/۰در هر مکعب در یک پارسک؛ و این نشان دهندهٔ این واقعیت است که بیشتر ستاره‌ها از درخشندگی کمتر از ۵/۸برخوردارند.
نقطهٔ اوج حرکت خورشید، یا نقطهٔ اوج خورشیدی، در جهتی است که خورشید در فضا در کهکشان راه شیری حرکت می‌کند. جهت عمومی حرکت خورشید به سمت ستارهٔ وگا بدر نزدیکی صورت فلکی هرکول با زاویهٔ ۶۰ درجهٔ آسمانی در جهت مرکز کهکشان است.انتظار می‌رود که مدار خورشیدی در اطراف کهکشان بیضوی باشد، به دلیل بازوهای مارپیچی و توزیع غیر یکنواخت توده‌ها. به علاوه خورشید به سمت بالا و پایین نوسان می‌کند به خاطره صفحهٔ کهکشانی به تعداد ۷/۲بار در هر چرخش؛ و این بسیار شبیه کار کردن نوسانگری است که بدون اعمال هیچ نیرویی نوسان می‌کند.
بین ۲۲۵تا ۲۵۰ میلیون سال طول می‌کشد تا منظومهٔ شمسی یک دور کامل در راه شیری بزند (سال کهکشانی). بنابراین به نظر می‌رسد ۲۰تا۲۵ دور کامل در طول عمر خورشید بزند. سرعت چرخش منظومهٔ شمسی حول مرکز در حدود ۲۲۰کیلومتر بر ثانیه است در این سرعت ۱۳۶۳ سال طول می‌کشد که منظومهٔ شمسی یک سال نوری را طی کند.

## محیط

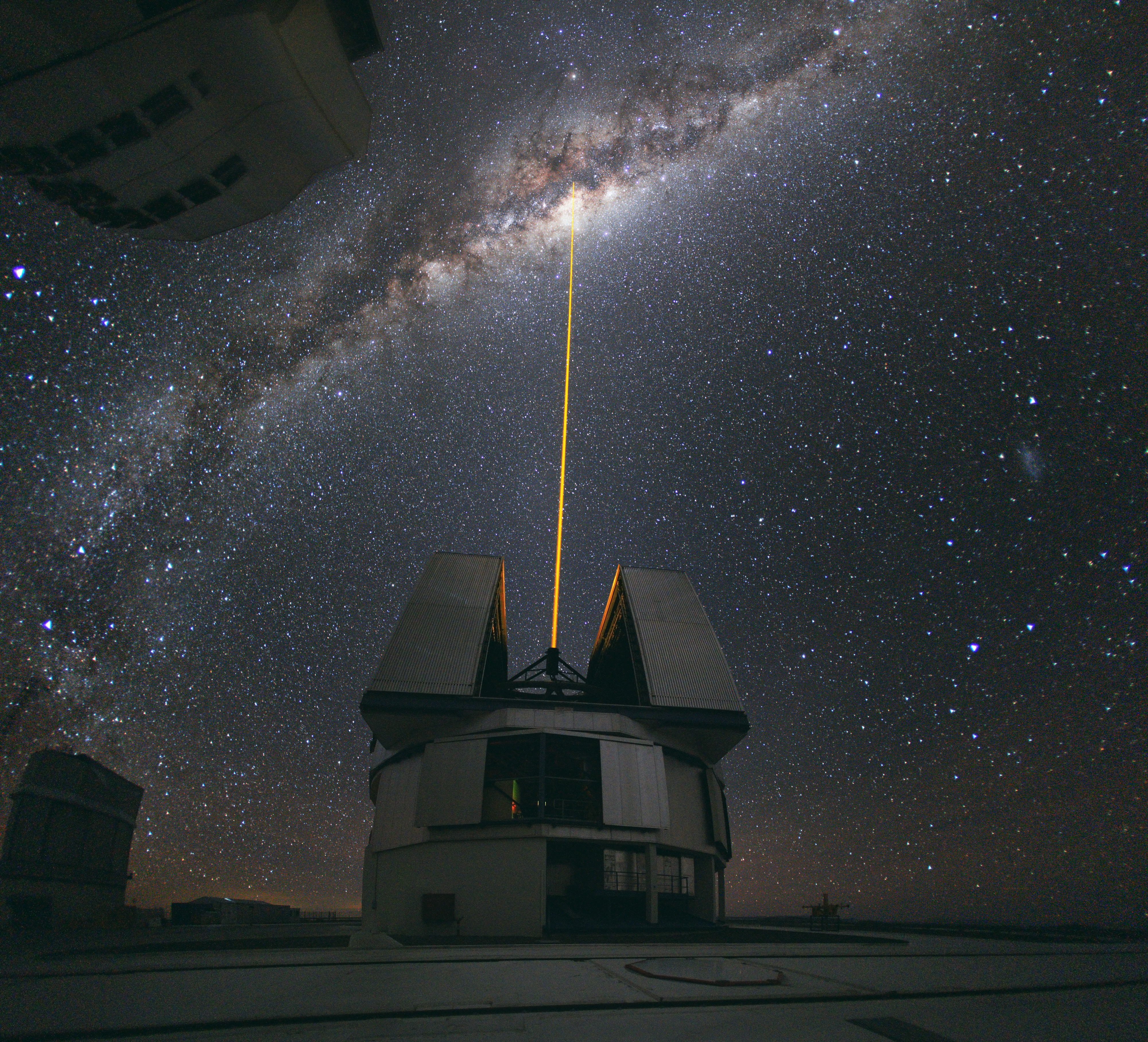
گروهی از ستاره‌شناسان با استفاده از یک تلسکوپ قدرتمند لیزری کهکشان راه‌شیری را مشاهده می‌کنند.

از آن‌جایی که کهکشان راه شیری و زن برزنجیر بسوی یکدیگر در حرکتند، انتظار می‌رود آنها تا حدود ۴ میلیارد سال آینده با یکدیگر برخورد کنند.

کهکشان راه شیری و کهکشان آندرومدا یک سیستم دوتایی از کهکشان بزرگ مارپیچی هستند، که خود آن قسمتی از ابر خوشهٔ دوشیزه هستند.
در ژانویه سال ۲۰۰۶ میلادی محققان گزارش کردند که پیش از این پیچ و تاب غیرقابل توضیح در دیسک از کهکشان راه شیری تا به حال نقشه‌برداری شده است و یافت می‌شود به‌طور موجی حرکت کردن، یا لرزش از طرف ابرهای ماژلانی کوچک و بزرگ به عنوان دایره کهکشان دایر کردند، باعث ارتعاش در فرکانس‌های خاص می‌شود هنگامی که لبه‌های آن‌ها را از طریق آن منتقل می‌شود. قبلاً، این دو کهکشان، در حدود ۲ ٪ از جرم کهکشان راه شیری، خیلی کوچک برای اثرگذاری در کهکشان راه شیری در نظر گرفته شد. با این حال، با در نظر گرفتن ماده تاریک، حرکت این دو کهکشان ایجاد تأثیرهای بزرگتر کهکشان راه شیری می‌شوند. با توجه به ماده تاریک نتایج از حساب در حدود بیست برابر در توده برای کهکشان افزایش میابد. این محاسبه بر اساس مدل کامپیوتری ساخته شده توسط مارتین واینبرگ از دانشگاه ماساچوست امهرست. در این مدل، مادهٔ تاریک در حال گسترش خارج از دیسک کهکشانی با لایه گاز شناخته شده است. در نتیجه، مدل پیش‌بینی می‌کند که تأثیر گرانشی از ابرهای ماژلانی است به عنوان تقویت شده که از طریق آنها، کهکشان منتقل می‌شود.
در اندازه‌گیری‌های کنونی می‌شود که کهکشان آندرومدا با سرعت ۱۰۰–۱۴۰ کیلومتر در ثانیه در حال نزدیک شدن به ماست. راه شیری می‌تواند در ۳ تا ۴ میلیارد سال با آن برخورد کند، به اهمیت اجزاء جانبی ناشناخته که در کهکشان حرکت نسبی دارند بستگی دارد. اگر آن‌ها با هم برخورد، ستاره‌های فردی در داخل کهکشان با هم برخورد نخواهند کرد، اما در عوض دو کهکشان ادغام خواهد شد یک کهکشان بیضوی تنها بیشتر از مسافتی در حدود یک میلیارد سال را می‌پیماید.
مفهوم کلی سرعت خالص از هر جسم درمیان فضا بر طبق سؤال نظریه نسبی EinsteinS معنادار نیست که اظهار کرد «ترجیح» شکل اینرسی مرجع در فضا است که حرکت اجسام را مقایسه می‌کند وجود ندارد. (حرکت باید همیشه نسبت به دیگر اجسام معین و مشخص شود). وقتی که حرکت کهکشان مورد بحث است، باید در ذهن نگه داشته شود.
اخترشناسان معتقدند که راه شیری تقریباً با ۶۳۰ کیلومتر بر ثانیه نسبت به شکل‌های محلی حرکت مرجع است که حرکتشان از hobble ناشی است حرکت می‌کند. اگر کهکشان با۶۰۰ کیلومتر بر ثانیه حرکت کند زمین با ۵۱٫۸۴ میلیون کیلومتر بر روز یا بیشتر از ۱۱۸٫۹ بیلیون کیلومتر بر سال حرکت می‌کنند.
راه شیری، تصور می‌شود که در جهت مجذوب‌کننده بزرگ حرکت می‌کند. گروه محلی (یک خوشه گرانش، شامل کهکشان‌های مقید، در میان دیگران، کهکشان راه شیری و کهکشان آندرومدا) قسمتی از ابر خوشه است که ابر خوشه محلی نام دارد. در نزدیکی مرکز خوشه دوشیزه‌است:اگرچه آن‌ها دور از یکدیگر در ۹۶۷ کیلومتر بر ثانیه درقسمتی از جریان هابل حرکت می‌کنند. انتظار است که سرعت کمتر خواهد شد. در نتیجه جاذبه گرانشی بین گروه‌های محلی و خوشه دوشیزه فاصله ی۱۶٫۸ میلیون PCرا می‌گیرد.
شکل دیگر مرجع توسط تابش زمینه کیهانی آماده شده است. راه شیری با دور۵۵۲ کیلومتر بر ثانیه نسبت به فوتون‌ها در CMB به سوی ۱۰٫۵و۲۴° شیب (میل) در حال حرکت است. (عصر J۲۰۰۰، نزدیک مر کز Hydra). حر کت آن توسط ماهواره‌هایی از قبیل Comic Background Explorer(COME) و Wilkinson Microwave Anisotropy Probe(WMAP) وسهم دو قطبی درCMB مشاهده می‌شود. به طو ری که فوتون‌های در حال تعادل در CMB، در جهت حرکت به رنگ آبی منتقل کنید و در جهت مخالف قرمز منتقل کنید.
کهکشان برطبق نمودار بالستیکی در حرکت وضعی همان‌طور که در شکل نشان داده شده، در اطراف مرکزش می‌چرخد. اختلافی بین مشاهدهٔ نمودار بالستیکی (نسبتاً یکنواخت) و نمودار بالستیکی مستقر بر روی دانستن جرم ستاره‌ها و گازها در راه شیری (محو شدن نمودار بالستیکی) به ماده تاریک نسبت داد.

## تعداد سیاره‌ها
در ژانویه ۲۰۱۳ پژوهشگران و ستاره‌شناسان مؤسسه فناوری کالیفرنیا اعلام کردند که در کهکشان راه شیری به ازای هر ستاره دست کم یک سیاره موجود است. این مؤسسه تعداد سیاره‌های فراخورشیدی را ۱۰۰ تا ۴۰۰ میلیارد عدد، برآورد کرده‌است. پژوهش بر روی سیاره‌های ستاره کپلر-۳۲ نشان می‌دهد که سامانه‌های سیاره‌ای ممکن است الگو و قاعده‌ای برای ستاره‌های کهکشان راه شیری به‌شمار بروند.
ستاره‌شناسان مرکز اخترفیزیک هاروارد-اسمیتسونین در گزارش خود اعلام کردند دست کم ۱۷ میلیارد سیاره فراخورشیدی زمین‌سان در کهکشان راه شیری مستقر می‌باشد.

## جریان ذرات در مرکز کهکشان
در ژانویه ۲۰۱۳ یک جریان خروجی بسیار بزرگ از ذرات شارژ شده که به شکل یک آبفشان است، در مرکز کهکشان راه شیری کشف گردید. این جریان خروجی به کشیدگی و درازای ۵۰٬۰۰۰ سال نوری از صفحه کهکشانی است. محققان بر این باورند که سوخت و انرژِی این جریان شدید ذرات، از شکل‌گیری ستاره‌ها تأمین می‌شود.